# Transocean Air Lines
La Transocean Air Lines era una compagnia aerea che comprendeva un'organizzazione di 10 compagnie, occupando più di 6,700 persone. Il fatturato annuale di questa compagnia era di 50 milioni di dollari. Nell'aprile del 1958 la Transocean Air Lines, dopo 12 anni di attività, aveva trasportato 1,290,966,900 di passeggeri e 126,990,642 tonnellate di merci. Gli aerei avevano compiuto 66,828,237 miglia equivalente a circa 135 volte di giri intorno alla Luna. Nel 1946 il presidente della Transocean Air Lines era Orvis M. Nelson mentre il vicepresidente era W.E Rhoades. La Transocean Air Lines compiva servizi in Afghanistan, Pakistan, Germania, Giappone e Iran; terminò le operazioni nel 1960.

## Flotta
| AEREO          | PERIODO   | TOTALE |  |
| -------------- | --------- | ------ |  |
| Boeing B377    | 1958-1960 | 8      |  |
| Boeing TB 17-G | 1947-1950 | 1      |  |

| AEREO       | TOTALE |  |
| ----------- | ------ |  |
| Cessna T50  | 1      |  |
| Cessna 170A | 1      |  |
| Cessna 182  | 1      |  |

| AEREO            | PERIODO   | TOTALE |  |
| ---------------- | --------- | ------ |  |
| Consolidated PBY | 1949-1958 | 5      |  |

| AEREO          | PERIODO   | TOTALE | Testo del titolo |
| -------------- | --------- | ------ | ---------------- |
| Convair CV-240 |           | 2      |                  |
| Curtiss C-46F  | 1949-1954 | 16     |                  |

| AEREO        | PERIODO   | TOTALE | Testo del titolo |
| ------------ | --------- | ------ | ---------------- |
| Douglas DC 3 | 1949-1959 | 9      |                  |
| Douglas DC 4 | 1946-1958 | 68     |                  |

| AEREO            | PERIODO   | TOTALE | Testo del titolo |
| ---------------- | --------- | ------ | ---------------- |
| Grumman SA-16A   | 1958-1960 | 4      |                  |
| Lockheed L-749A  | 1958-1959 | 3      |                  |
| Lockheed L-1049G | 1957-1960 | 2      |                  |
| Martin 2-0-2     | 1951      | 13     |                  |
| Piper            | 1950-1952 | 2      |                  |

### INCIDENTI
| MODELLO | LUOGO             | MORTI |
| ------- | ----------------- | ----- |
| DC-4    | Irlanda           | 8     |
| 2-0-2   | Tucumcari,NM      | 1     |
| C-46F   | Fairbanks, Alaska | 4     |
| DC-6A   |                   | 58    |